# Johannes Müller (Politiker, 1864)
Johannes Theodor Müller (* 20. August 1864 in Brake; † 31. März 1932 in Badenweiler) war ein deutscher Unternehmer und Oldenburgischer Landtagsabgeordneter.

## Leben
Müllers Eltern waren der Kaufmann und Reeder Bernhard Müller (1834–1882) und dessen Ehefrau Anna Catharina geb. Schumacher (1842–1918). Er besuchte das Gymnasium in Oldenburg und bestand 1882 das Abitur. Danach machte Müller eine kaufmännische Ausbildung in Bremen, Bordeaux und Porto und wurde anschließend ab 1888 auf Initiative seiner inzwischen verwitweten Mutter Teilhaber in der väterlichen Firma. Unter seiner Leitung expandierte die Firma anschließend schnell, da Müller die Umstrukturierung des Hafens Brake auf Massengüterverkehr (Getreide) für sich nutzen konnte und bereits 1893 die ersten großen Lagerhäuser bauen ließ. 1899 kam noch die erste maschinell betriebene Getreidelöschanlage an der Weser hinzu. Gemeinsam mit der Firma Karl Groß wehrte Müller die auswärtige Konkurrenz ab und errang eine monopolartige Stellung im Hafen Brake.

### Politik
Von 1905 bis 1929 war Müller zunächst als Mitglied der Deutschen Freisinnigen Partei Mitglied (DFP) Abgeordneter des Oldenburgischen Landtags. Später rückte er allmählich nach rechts und wechselte nach 1918 zur Deutschen Volkspartei (DVP).

## Familie
Am 11. Juni 1891 heiratete Müller in Oldenbrok Anna Helene (Ella) Lüerssen (1871–1947). Aus der Ehe gingen drei Kinder hervor.